# Società della Ferrovia Sicula Occidentale
La Società della Ferrovia Sicula Occidentale (FSO) è stata una società ferroviaria, oggi non più esistente, costituita nel 1878 allo scopo di realizzare il collegamento ferroviario tra Palermo, Marsala e Trapani.
La società fu costituita in Roma sotto la forma di Società Anonima con rogito notarile del 3 settembre 1878 con un capitale versato di 22 milioni di lire divise in 44.000 azioni. Ottenne l'approvazione governativa con Regio Decreto del 30 settembre dello stesso anno. Costruì e inaugurò il primo collegamento ferroviario tra le due città estreme di Palermo e Trapani nel 1881. I lavori iniziarono con l'apertura, il 1º giugno 1880, del primo tratto dalla nuova stazione di Palermo Lolli a Partinico. Un mese dopo inaugurava il tratto a sud collegando Trapani a Castelvetrano. 
Nel marzo del 1881 collegava Partinico con Castellammare del Golfo e infine, il 5 giugno 1881, avvenne la saldatura dell'intero percorso con l'attivazione della tratta centrale Castellammare del Golfo - Castelvetrano. Nel 1882 la Sicula-Occidentale costruì il raccordo, da Palermo Lolli al Bivio Madonna dell'Orto, (più recentemente denominato Bivio Marittima, per il porto di Palermo) per allacciarsi al resto della rete allora della società calabro-sicula; l'allacciamento fu tuttavia usato solo per il traffico merci.
Nel 1884 venne iscritta nel listino ufficiale della Borsa Valori di Milano
Per far fronte alle esigenze di trazione la società ordinò un gruppo di 14 locomotive al Reale Opificio di Pietrarsa, consegnate tra 1880 e 1885, che vennero inquadrate nel gruppo 1-20; l'Ansaldo nel 1886 fornì le locomotive 35 e 36 del gruppo 35-37 e, tra 1891 e 1895, consegnò ulteriori 6 unità del gruppo 1-20. Successivamente, sempre l'Ansaldo, nel 1901, fornì l'ultima unità, la 37. La società ebbe l'esercizio della Ferrovia Palermo-Trapani via Castelvetrano fino al 1º agosto 1907, quando venne incorporata nelle Ferrovie dello Stato. Delle locomotive del gruppo 1-20, 16 unità vennero immatricolate nel nuovo gruppo FS 385, mentre le tre unità del gruppo 35-37 ebbero la classificazione come gruppo 388.